# 8 апреля
8 апреля — 98-й день года (99-й в високосные годы) по григорианскому календарю.
До конца года остаётся 267 дней.
До 15 октября 1582 года — 8 апреля по юлианскому календарю, с 15 октября 1582 года — 8 апреля по григорианскому календарю.
В XX и XXI веках соответствует 26 марта по юлианскому календарю.

## Праздники и памятные дни
См. также: Категория:Праздники 8 апреля

### Международные
- Международный день цыган.

### Национальные
- Россия — День российской анимации.
- Россия,  Беларусь — день сотрудников военных комиссариатов[2][3].

### Религиозные

#### Православие[4][5][6][7]
- Собор Архангела Гавриила[8];
- память священномученика Иринея, епископа Сирмийского (Сремского) (304 год);
- память мучеников Вафусия и Верка, пресвитеров, преподобномученика Арпилы, мучеников Авива, Агна, Реаса, Игафракса, Искоя, Силы, Сигица, Сонирила, Суимвла, Ферма, Филла и мучениц Анны, Аллы, Ларисы, Моико, Мамики, Уирко, Анимаисы (Анимаиды), Гаафы, царицы Готфской, и Дуклиды (ок. 375 года);
- память преподобного Малха Сирийского (IV)[9];
- память преподобного Василия Нового, Константинопольского (ок. 944 года);
- память мученицы Параскевы Кочневой (1939 год);
- Мелетинской иконы Божией Матери.

### Именины
- Православные: Алла, Анна, Василий, Гавриил, Ириней, Лариса, Марк.
- Католические: Цезария, Дионисий, Януарий, Альберт.

## События
См. также: Категория:События 8 апреля

### До XVIII века
- 1158 — князь Андрей Боголюбский заложил Успенский собор во Владимире.
- 1185 — император Византии Исаак II Ангел свергнут собственным братом Алексеем.
- 1271 — мамелюкский султан Бейбарс захватывает крепость Крак-де-Шевалье.
- 1378 — Папой римским избран Бартоломео Приньяно, принявший имя Урбан VI, — последний Папа не из кардиналов. Его действия привели к Великому Западному Расколу.
- 1480 — католической церковью объявлен крестовый поход для отвоевания у мусульман Отранто (Южная Италия).
- 1498 — арестован флорентийский правитель Савонарола, обвинённый в ереси.
- 1513 — мореплаватель Хуан Понсе де Леон объявил Флориду владением Испании.
- 1525 — подписан Краковский трактат, завершивший Польско-тевтонскую войну 1519—1521 годов по которому Пруссия, будучи прежде орденским церковным государством, обратилась в герцогство (стала светским (секулярным) государством), подвластным Королевству Польскому.
- 1546 — Тридентский собор признал Вульгату в качестве официальной версии Библии.
- 1605 — шведский король Карл XI распорядился основать город Оулу (ныне — один из наиболее крупных городов Финляндии).

### XVIII век
- 1766 — в США запатентована первая пожарная лестница.
- 1771 — Екатерина II повелела предпринять срочные действия для спасения Москвы от бубонной чумы.
- 1782 — Екатерина II издала указ о создании «народных школ» во всех городах России — первых (после созданных годом ранее в Санкт-Петербурге) публичных бесплатных школ.

### XIX век
- 1820 — на греческом острове Милос крестьянин Йоргос Кентротас нашёл статую, известную как Венера Милосская.
- 1827 — в ходе Аргентино-бразильской войны между флотами произошла битва при Монте Сантьяго, закончившаяся победой бразильского флота.
- 1830 — Мексика запретила дальнейшую колонизацию Техаса американцами.
- 1838 — пароход «Great Western» Изамбарда Брюнеля начал своё первое путешествие из Бристоля в Нью-Йорк. На путешествие потребовалось 15 дней.
- 1847 — арест в Киеве поэта Т. Г. Шевченко и историка Н. И. Костомарова за принадлежность к Кирилло-Мефодиевскому обществу.
- 1853 — открыт первый официально зарегистрированный шахматный клуб.
- 1864 — Гражданская война в США: в ходе кампании Ред-Ривер состоялось сражение при Мансфилде, закончившееся победой армии Конфедерации под командованием Ричарда Тейлора.
- 1866 — в преддверии Австро-прусской войны заключён прусско-итальянский союз против Австрии.

### XX век
- 1902 — подписание российско-китайского договора о Маньчжурии, согласно которому Россия обязалась поэтапно вывести из Маньчжурии свои войска.
- 1904 — Великобритания и Франция подписали соглашение о Египте, Марокко и других колониальных владениях, которое получило неофициальное название «Сердечное согласие» (Антанта).
- 1911 — Хейке Камерлинг-Оннес, изучая свойства ртути, охлаждённой до температуры жидкого гелия, открыл явление сверхпроводимости.
- 1912 — премьерный показ первого в русской мультипликации кукольного фильма «Прекрасная Люканида, или Война усачей с рогачами» (автор В. А. Старевич).
- 1918 — Российский триколор заменён красным флагом.
- 1921 — итальянскими войсками была подавлена Лабинская республика.
- 1926 — основан журнал «Советское фото».
- 1928 — постановлением ВЦИК церковь в СССР лишена статуса юридического лица.
- 1935 — в СССР уголовная ответственность распространена на детей старше 13 лет (Постановление ЦИК и Совнаркома СССР «О мерах борьбы с преступностью среди несовершеннолетних»).
- 1943 — в Берлине казнены рабочие Отто и Элиза Хампель.
- 1944 — начало Крымской операции, в ходе которой Крым был освобождён от немецко-румынской оккупации.
- 1946 — создана компания Électricité de France.
- 1950 — над Латвией советскими ПВО сбит американский самолёт[10]. СССР выразил США протест по поводу нарушения советского воздушного пространства. 18 апреля США заявили, что советские ПВО сбили частный самолёт, направлявшийся в Швецию.
- 1954
  - Организована научно-исследовательская станция «Северный полюс-4» под руководством Е. И. Толстикова, П. А. Гордиенко и А. Г. Дралкина.
  - В Средиземное море упал самолёт de Havilland DH.106 Comet компании South African Airways, погиб 21 человек.
- 1966 — избрание Леонида Брежнева Генеральным секретарём ЦК КПСС.
- 1967 — греки и турки возобновляют боевые действия вблизи Лимасола, Кипр.
- 1971 — вблизи Лондона состоялся первый Всемирный конгресс цыган, который принял цыганские гимн и флаг.
- 1974 — прорыв воды в строящийся тоннель Ленинградского метрополитена на перегоне между станциями «Лесная» и «Площадь Мужества», приведший к затоплению участка и приостановке работ по проходке.
- 1986 — Генеральный секретарь ЦК КПСС М. С. Горбачёв во время визита в Тольятти впервые употребил слово «перестройка».
- 1990 — на американском канале ABC начат премьерный показ сериала «Твин Пикс».
- 1993 — Республика Македония стала членом ООН.
- 1994 — найдено тело Курта Кобейна — лидера группы Nirvana, застрелившегося тремя днями ранее.

### XXI век
- 2010
  - Свержение президента Кыргызстана Курманбека Бакиева, более 70 погибших.
  - Президенты России и США подписали в Праге новый договор о сокращении СНВ.
- 2022
  - Вторжение России на Украину: обстрел вокзала Краматорска, 53 погибших.
  - Начало масштабных наводнений в ЮАР.
- 2025
  - Обрушение крыши ночного клуба Jet Set в Санто-Доминго (Доминиканская Республика), погибших 221 человек, 255 получили ранения.

## Родились
См. также: Категория:Родившиеся 8 апреля

### До XIX века
- 1605 — Филипп IV (ум. 1665), король Испании (1621—1665), король Португалии и Алгарве (1621—1640), как Филипп III.
- 1692 — Джузеппе Тартини (ум. 1770), итальянский скрипач и композитор («Трель дьявола»).
- 1726 — Льюис Моррис (ум. 1798), американский политик, отец-основатель США.
- 1764 — Николай Резанов (ум. 1807), дипломат, торговец, государственный деятель, один из учредителей Российско-американской компании, инициатор первой русской кругосветной экспедиции.
- 1771 — Иван Гильфердинг (ум. 1836), офицер русской армии, коллежский советник, педагог, переводчик.
- 1792 — Василий Давыдов (ум. 1855), русский офицер, поэт, декабрист.
- 1795 — Владимир Раевский (ум. 1872), русский публицист и поэт, декабрист.
- 1798 — Дионисиос Соломос (ум. 1857), греческий поэт, автор гимна Греции.

### XIX век
- 1817 — Шарль Броун-Секар (ум. 1894), французский физиолог и невролог.
- 1818
  - Август Вильгельм Гофман (ум. 1892), немецкий химик-органик, педагог.
  - Кристиан IX (ум. 1906), король Дании (1863—1906), из династии Глюксбургов.
- 1831 — Джем Мэйс (ум. 1910), знаменитый британский боксёр.
- 1843 — Асгер Хамерик (ум. 1923), датский композитор и музыкальный педагог.
- 1857 — Василий Разумовский (ум. 1935), русский советский хирург, доктор медицины, Герой Труда.
- 1859 — Эдмунд Гуссерль (ум. 1938), немецкий философ, основатель феноменологии.
- 1869 — Харви Кушинг (ум. 1939), американский врач-нейрохирург, пионер хирургии мозга.
- 1870 — Александр Безредка (ум. 1940), французский микробиолог и иммунолог.
- 1875
  - Альберт I (ум. 1934), король Бельгии (1909—1934).
  - Леонид Старокадомский (ум. 1962), русский врач, полярный исследователь, первооткрыватель Северной Земли.
- 1877 — Жанна Лябурб (ум. 1919), французская коммунистка, участница Гражданской войны в России.
- 1892 — Мэри Пикфорд (урожд. Глэдис Луиза Смит; ум. 1979), американская актриса, обладательница премии «Оскар».

### XX век
- 1902 — Мария Максакова (ум. 1974), русская советская певица (меццо-сопрано), педагог, народная артистка СССР.
- 1904 — Джон Ричард Хикс (ум. 1989), английский экономист, лауреат Нобелевской премии (1972).
- 1911
  - Мелвин Кальвин (ум. 1997), американский биохимик, нобелевский лауреат по химии (1961) за исследование фотосинтеза.
  - Франтишек Пержина (ум. 2006), чехословацкий лётчик-ас Второй мировой войны.
- 1912 — Соня Хени (ум. 1969), норвежская фигуристка, трёхкратная олимпийская чемпионка (1928, 1932, 1936), 10-кратная чемпионка мира, актриса.
- 1913 — Александр Менакер (ум. 1982), советский актёр театра и кино, артист эстрады, режиссёр, отец актёра Андрея Миронова.
- 1914 — Мария Феликс (Мария де лос Анхелес Феликс Гуэренья; ум. 2002), мексиканская киноактриса, модель и натурщица.
- 1919 — Ян Дуглас Смит (ум. 2007), родезийский политик и государственный деятель.
- 1921
  - Франко Корелли (ум. 2003), итальянский оперный певец (тенор).
  - Ян Новак[англ.] (ум. 1984), чешский пианист и композитор.
- 1926 — Юрген Мольтман (ум. 2024), немецкий протестантский теолог, представитель «теологии надежды».
- 1928
  - Альгимантас Насвитис (ум. 2018), советский и литовский архитектор.
  - Витаутас Насвитис (ум. 2016), советский и литовский архитектор, брат Альгимантаса.
- 1929 — Жак Брель (ум. 1978), бельгийский франкоязычный шансонье, поэт, бард, актёр и режиссёр.
- 1935 — Николай Рашеев (ум. 2021), советский и украинский кинорежиссёр, сценарист и актёр.
- 1938 — Кофи Аннан (ум. 2018), ганский дипломат, 7-й Генеральный секретарь ООН (1997—2006).
- 1941 — Вивьен Вествуд (ум. 2022), британский модельер, дизайнер, основательница стиля панк в моде.
- 1944 — Николай Лавров (ум. 2000), актёр театра и кино, заслуженный артист РСФСР.
- 1947 — Стив Хау, британский гитарист-виртуоз, участник рок-группы Yes.
- 1948 — Галуст Саакян, армянский политический деятель.
- 1949 — Джон Мэдден, британский кинорежиссёр, автор фильма «Влюблённый Шекспир».
- 1950 — Гжегож Лято, польский футболист, двукратный призёр чемпионатов мира, олимпийский чемпион.
- 1953
  - Михаил Бергер, российский журналист, педагог, радиоведущий, главный редактор газеты «Сегодня».
  - Елена Степаненко, советская и российская артистка эстрады, юмористка, пародистка, телеведущая, актриса.
- 1955 — Александр Чивадзе, советский футболист, капитан сборной СССР, бронзовый призёр Олимпийских игр (1980).
- 1956 — Никас Сафронов, советский и российский художник.
- 1958 — Виктор Зинчук, российский гитарист-виртуоз, композитор, заслуженный артист РФ.
- 1962 — Иззи Стрэдлин (наст. имя Джеффри Дин Исбелл), американский музыкант, автор песен, гитарист группы Guns N’Roses
- 1963 — Джулиан Леннон, английский рок-музыкант и певец, гитарист, сын Джона Леннона от брака с Синтией Пауэлл.
- 1964 — Никита Михайловский (ум. 1991), российский актёр (гл. мужская роль в к/ф «Вам и не снилось...») и художник.
- 1966
  - Мазиньо (наст. имя Иомар до Насименто), бразильский футболист, чемпион мира (1994).
  - Робин Райт, американская актриса кино и телевидения, обладательница премии «Золотой глобус».
- 1968
  - Патрисия Аркетт, американская актриса, обладательница премии «Оскар», трёх «Золотых глобусов» и др. наград.
  - Татьяна Проценко (ум. 2021), советская и российская актриса, Мальвина из фильма «Приключения Буратино».
- 1972
  - Пол Грей (ум. 2010), гитарист американской ню-метал-группы Slipknot.
  - Сергей Магнитский (ум. 2009), российский аудитор, разоблачивший коррупционные схемы.
- 1973 — Дамиан Грихтинг, швейцарский кёрлингист.
- 1979 — Алекси Лайхо (ум. 2020), финский гитарист и певец, фронтмен метал-группы Children of Bodom.
- 1982 — Геннадий Головкин, казахстанский боксёр, суперчемпион мира в среднем весе по версии WBA.
- 1986
  - Игорь Акинфеев, российский футболист, бронзовый призёр чемпионата Европы (2008).
  - Наталья Ищенко, российская спортсменка (синхронное плавание), 5-кратная олимпийская чемпионка, многократная чемпионка мира и Европы.
- 1990 — Ким Джонхён (ум. 2017), южнокорейский автор-исполнитель, вокалист SHINee.
- 1992 — Сергей Устюгов, российский лыжник, олимпийский чемпион (2022) и двукратный чемпион мира (2017).
- 1997 — Иван Дрёмин, российский рэп-исполнитель, певец и автор песен, известный под псевдонимом Face.

## Скончались
См. также: Категория:Умершие 8 апреля

### До XX века
- 217 — в результате заговора убит Каракалла (р. 188), римский император (198—217).
- 1364 — Иоанн II Добрый (р. 1319), король Франции (1350—1364).
- 1461 — Георг фон Пойербах (р. 1423), австрийский математик, астроном.
- 1652 — Анджело Карозелли (р. 1585), итальянский живописец эпохи барокко.
- 1835 — Вильгельм Гумбольдт (р. 1767), немецкий философ, филолог, основатель Берлинского университета.
- 1848 — Гаэтано Доницетти (р. 1797), итальянский композитор.
- 1861 — Элиша Отис (р. 1811), американский изобретатель, создатель ловителя — одной из систем безопасности лифтов.
- 1870 — Шарль Огюст де Берио (р. 1802), бельгийский скрипач, композитор, музыкальный педагог.

### XX век
- 1905 — Йосип Штросмайер (р. 1815), хорватский католический епископ, богослов, меценат, политик и общественный деятель.
- 1925 — Фрэнк Стивен Болдуин (р. 1838), американский изобретатель арифмометра.
- 1931 — Эрик Карлфельдт (р. 1864), шведский поэт, член Шведской академии, лауреат Нобелевской премии (1931).
- 1936 — Роберт Барани (р. 1876), австрийский оториноларинголог, лауреат Нобелевской премии (1914).
- 1938
  - расстрелян Артём Весёлый (наст. имя Николай Кочкуров; р. 1899), русский советский писатель.
  - Пантелеймон Романов (р. 1884), русский советский писатель-прозаик, драматург, публицист.
- 1956 — Жан Огюст Мари Тийо (р. 1875), французский исследователь Центральной Африки и Сахары.
- 1962 — Хуан Бельмонте (р. 1892), знаменитый испанский матадор.
- 1966 — Милица Матье (р. 1899), советский египтолог, искусствовед и историк.
- 1968 — Эрнст Вильгельм Най (р. 1902), немецкий живописец и график.
- 1971
  - Фриц фон Опель (р. 1899), немецкий промышленник, создатель автомобилей «Опель».
  - Шарль Фердинанд Паю де Мортанж (р. 1896), нидерландский спортсмен-конник, 4-кратный олимпийский чемпион.
- 1972 — Александр Дейч (р. 1893), русский советский писатель, литературовед, театральный критик, переводчик.
- 1973 — Пабло Пикассо (р. 1881), испанский и французский художник, скульптор, график, дизайнер.
- 1974 — Павел Лукомский (р. 1899), врач-терапевт, кардиолог, академик АМН СССР, один из основателей советской школы кардиологии.
- 1981
  - Омар Нельсон Брэдли (р. 1893), американский военачальник, председатель Объединённого комитета начальников штабов США.
  - Пётр Савин (р. 1906), киноактёр, заслуженный артист РСФСР.
- 1984 — Пётр Капица (р. 1894), физик, академик, дважды Герой Социалистического Труда, лауреат Нобелевской премии (1978).
- 1991 — Пер Ингве Олин (р. 1969), шведский музыкант, вокалист блэк-метал группы Mayhem и дэт-метал группы Morbid.
- 1993
  - Мариан Андерсон (р. 1897), американская оперная певица (контральто), первой из афроамериканских артистов выступившая на сцене «Метрополитен-опера».
  - Алексей Салтыков (р. 1934), кинорежиссёр, сценарист, народный артист РСФСР.
- 1996 — Бен Джонсон (р. 1918), американский киноактёр, лауреат премий «Оскар», «Золотой глобус» и др.

### XXI век
- 2002 — Мария Феликс (р. 1914), американская киноактриса, модель и натурщица.
- 2005
  - Семён Ласкин (р. 1930), советский и российский прозаик, драматург, сценарист и искусствовед.
  - Ёситаро Номура (р. 1919), японский кинорежиссёр, сценарист, продюсер.
- 2008 — Надежда Румянцева (р. 1930), советская и российская актриса, народная артистка РСФСР.
- 2009 — Джейн Брайен (р. 1918), американская киноактриса.
- 2010 — Малкольм Макларен (р. 1946), британский музыкант и продюсер.
- 2012 — Анатолий Равикович (р. 1936), актёр театра, кино и дубляжа, народный артист РСФСР.
- 2013
  - Михаил Бекетов (р. 1958), российский журналист, редактор.
  - Глеб Добровольский (р. 1915), советский и российский почвовед, академик РАН.
  - Маргарет Тэтчер (р. 1925), 71-й премьер-министр Великобритании (1979—1990).
- 2017 — Георгий Гречко (р. 1931), советский космонавт, дважды Герой Советского Союза.
- 2018 — Лейла Абашидзе (р. 1929), советская и грузинская киноактриса и певица.
- 2020 — Рик Мэй (р. 1940), американский актёр озвучки.
- 2024 — Питер Хиггс (р. 1929), британский физик-теоретик, лауреат Нобелевской премии по физике (2013).
- 2025 — Светлана Герасименко (р. 1945), советский и таджикистанский астроном, открывшая комету Чурюмова — Герасименко.

## Народный календарь, приметы и фольклор Руси
Благовест, Гавриил Благовестник, Гавриил, Василий — выверни оглобли, Зачерпни сапог, Промочи подметки.
- Поселяне, заметив в этот день светлый восход солнца, убирали всю санную сбрую и говорили: «В день Гавриила выверни оглобли из саней».
- Женщины же в этот день оканчивали последнюю пряжу, а тем, кто продолжал прясть, говорили: «Не пойдёт впрок», то есть, если прясть на Гавриила или позже Гавриила, работа не впрок.
- Какова на Василия погода, такова она и 8 октября, и наоборот.
- На Похвалу (похвальное пение) сорока яйцом похвасталась.
- Если прясть на Гавриила — работа не пойдёт впрок[11].